# Astronomische Nachrichten

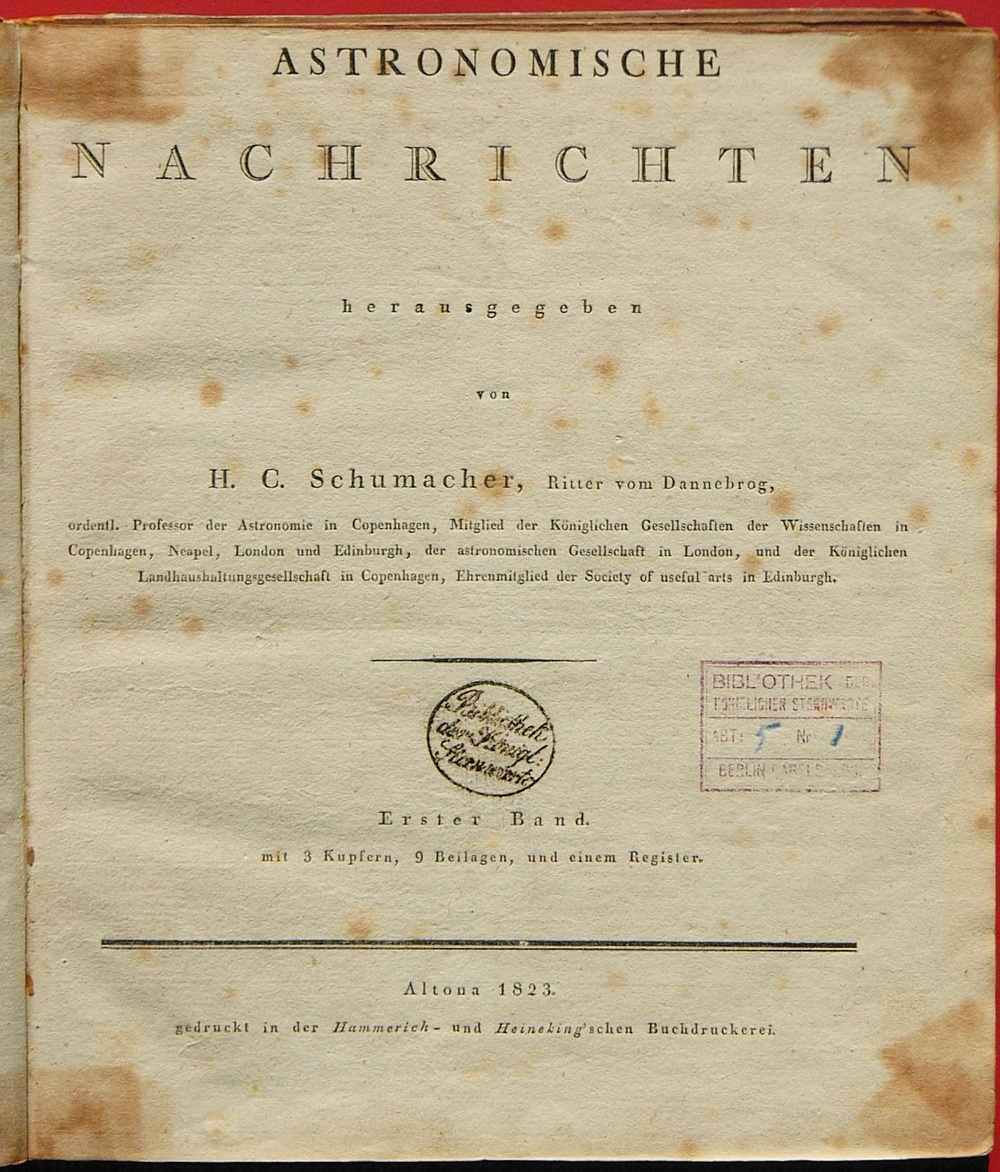
Numero di Astronomische Nachrichten del 1823

Astronomische Nachrichten (traduzione in lingua italiana: Note Astronomiche) è una rivista scientifica tedesca di astronomia pubblicata ininterrottamente dal 1821.

## Caratteristiche
È la più antica rivista scientifica di astronomia al mondo. Attualmente (2010) sono pubblicati dieci numeri l'anno, con articoli e rassegne in lingua inglese riguardanti i vari aspetti dell'astronomia con particolare attenzione per i dati osservazionali e le ipotesi teoriche in astrofisica.

## Storia
La rivista fu fondata nel 1821 dall'astronomo tedesco Heinrich Christian Schumacher grazie al contributo economico del ministro delle finanze danese Johan Sigismund von Mösting. Schumacher dirigeva all'epoca l'osservatorio di Altona, sobborgo di Amburgo che allora apparteneva allo Holstein, a sua volta unito al Regno di Danimarca. Nel 1866 in seguito alla guerra austro-prussiana la città entrò a far parte del Regno di Prussia.
Dopo la seconda guerra mondiale la pubblicazione della rivista fu assunta dall'Istituto centrale di astrofisica di Potsdam, che allora faceva parte della Repubblica Democratica Tedesca. Dal 1974 in poi, il periodico divenne bilingue: lo stesso materiale veniva pubblicato in tedesco e in inglese. Nel 1990 la rivista è stata rilevata dalla Akademie-Verlag e poi da Wiley-VCH.